# Желина, Мартен
Марте́н Желина́ (фр. Martin Gélinas; 5 июня 1970, Шавиниган, Квебек) — бывший профессиональный канадский хоккеист, крайний нападающий. С 2012 года является ассистентом главного тренера в «Калгари Флэймз».
На драфте НХЛ 1988 года был выбран в 1 раунде под общим 7 номером командой «Лос-Анджелес Кингз».
9 августа 1988 года перешёл в «Эдмонтон Ойлерз», став частью самого громкого обмена в истории НХЛ — обмене Уэйна Гретцки. В составе «Эдмонтона» в сезоне 1989/90 выиграл Кубок Стэнли, сыграв в 20 из 22 матчей команды в плей-офф.
20 июня 1993 года обменян в «Квебек Нордикс». 15 января 1994 года приобретён с драфта отказов командой «Ванкувер Кэнакс», с которой в этом же году дошёл до финала Кубка Стэнли и сыграл во всех 7-ми матчах решающей серии против «Нью-Йорк Рейнджерс».
3 января 1998 года обменян в «Каролину Харрикейнз».
2 июля 2002 года как неограниченно свободный агент подписал контракт с «Калгари Флэймз». В составе «Калгари» в сезоне повторил рекорд НХЛ, забросив 3 победные шайбы, решившие исход серий, причем две из них в овертаймах: в овертайме 7-го матча серии первого раунда против «Ванкувера» (3:2 ОТ), в овертайме 6-го матча серии против «Детройт Ред Уингз» (1:0 ОТ) и во 2-м периоде 6-го матча серии против «Сан-Хосе Шаркс» (3:1).
2 августа 2005 года как неограниченно свободный агент подписал контракт с «Флоридой Пантерз». Карьеру завершил в «Нэшвилле», причем последний сезон оказался скомканным из-за травмы колена.

## Достижения
- Обладатель Кубка Стэнли, 1990 («Эдмонтон Ойлерз»)

## Статистика
```
                                            --- Regular Season ---  ---- Playoffs ----
Season   Team                        Lge    GP    G    A  Pts  PIM  GP   G   A Pts PIM
--------------------------------------------------------------------------------------
1987-88  Hull Olympiques             QMJHL  65   63   68  131   74  17  15  18  33  32
1988-89  Hull Olympiques             QMJHL  41   38   39   77   31   9   5   4   9  14
1988-89  Edmonton Oilers             NHL     6    1    2    3    0  --  --  --  --  --
1989-90  Edmonton Oilers             NHL    46   17    8   25   30  20   2   3   5   6
1990-91  Edmonton Oilers             NHL    73   20   20   40   34  18   3   6   9  25
1991-92  Edmonton Oilers             NHL    68   11   18   29   62  15   1   3   4  10
1992-93  Edmonton Oilers             NHL    65   11   12   23   30  --  --  --  --  --
1993-94  Quebec Nordiques            NHL    31    6    6   12    8  --  --  --  --  --
1993-94  Vancouver Canucks           NHL    33    8    8   16   26  24   5   4   9  14
1994-95  Vancouver Canucks           NHL    46   13   10   23   36   3   0   1   1   0
1995-96  Vancouver Canucks           NHL    81   30   26   56   59   6   1   1   2  12
1996-97  Vancouver Canucks           NHL    74   35   33   68   42  --  --  --  --  --
1997-98  Vancouver Canucks           NHL    24    4    4    8   10  --  --  --  --  --
1997-98  Carolina Hurricanes         NHL    40   12   14   26   30  --  --  --  --  --
1998-99  Carolina Hurricanes         NHL    76   13   15   28   67   6   0   3   3   2
1999-00  Carolina Hurricanes         NHL    81   14   16   30   40  --  --  --  --  --
2000-01  Carolina Hurricanes         NHL    79   23   29   52   59   6   0   1   1   6
2001-02  Carolina Hurricanes         NHL    72   13   16   29   30  23   3   4   7  10
2002-03  Calgary Flames              NHL    81   21   31   52   51  --  --  --  --  --
2003-04  Calgary Flames              NHL    76   17   18   35   70  26   8   7  15  35
2004-05  Lugano                      Swiss   1    0    0    0    0  --  --  --  --  --
2004-05  Morges                      Swiss  41   38   23   61   81   4   2   2   4  24
2005-06  Florida Panthers            NHL    82   17   24   41   80  --  --  --  --  --
2006-07  Florida Panthers            NHL    82   14   30   44   36  --  --  --  --  --
2007-08  Nashville Predators         NHL    57    9   11   20   20  --  --  --  --  --
2008-09  Bern                        Swiss  27   15    7   22   45   6   2   2   4   6
--------------------------------------------------------------------------------------
         NHL Totals                       1273  309  351  660  820 147  23  33  56 120

```